# Rio Marin
Rio Marin è un canale di Venezia nel sestiere di Santa Croce.
Ha una lunghezza di 332 m e collega il Rio de San Giacomo da l'Orio e Rio de San Zuane Evangelista con il Canal Grande.
Il Rio Marin, il cui nome ricorda Marron Dandolo che lo fece scavare a mano nell'XI secolo, è uno dei più caratteristici e pittoreschi della città.